# Museu de Artes Visuais
O Museu de Artes Visuais é um museu localizado na cidade de São Luís, no Maranhão, criado com o intuito de adquirir, preservar e conservar obras de artistas plásticos do Maranhão e de outros artistas de renome nacional.

## Histórico
O Museu de Artes Visuais é um anexo do Museu Histórico e Artístico do Maranhão, tendo sido inaugurado em 20 de dezembro de 1989, na Rua Portugal, Praia Grande, no Centro Histórico de São Luís, buscando oferecer ao público um espaço de exposições, possibilitando a fruição artística, contribuindo ao mesmo tempo para o conhecimento, reconhecimento e valorização dos artistas do estado e para a geração de novas referências nas artes visuais.
Foi criado também para atender uma antiga necessidade de descongestionar o Museu Histórico e Artístico do Maranhão, bem como fornecer à classe artística maranhense um espaço para exposição e guarda do acervo de Artes Plásticas.

## Estrutura
O museu fica em um sobrado construído no século XIX, possuindo três pavimentos e um mirante. Sua fachada é revestida com azulejos portugueses do século XIX, tendo grades de ferro nas sacadas.
Originalmente, o andar térreo possuía fins comerciais, enquanto o primeiro pavimento era residencial e o segundo servia de hospedaria aos caixeiros viajantes. 
Pavimento térreo: com salões em forma de U, dá espaço a exposições de azulejaria e peças decorativas em louça, vidros e cristais;
Segundo Pavimento: salas de exposições de artes plásticas (pinturas, esculturas, desenhos, gravuras e serigrafia)
Jardim: espaço ao ar livre utilizado para lançamento e outros eventos culturais.
Terceiro Pavimento: salas de exposições de artes plásticas.
Mirante: com sala reservada para oficinas. É possível observar a vista do bairro Praia Grande, a Praça do Comércio, os telhados coloniais e o rio Bacanga.
Galeria Nagy Lajos: anexa ao Museu de Artes Visuais, seu nome é uma homenagem ao artista plástico húngaro que formou uma importante escola de arte no estado e contribuiu para a formação de novos artistas. Promove exposições temporárias.
Biblioteca Assis Chateaubriant: com um acervo especializado na área de arte, história e literatura maranhense, atendendo estudantes do ensino médio da rede pública e particular, universitários, professores, turistas e pesquisadores de arte. Possui mais de seis mil itens, entre livros e periódicos, apresentando relevantes coleções de escritores maranhenses como Josué Montelo, Gonçalves Dias, Aluísio Azevedo, entre outros. Também tem um riquíssimo acervo de livros sobre Artes Plásticas no Brasil e no Maranhão, Mobiliário, Museologia, Arquitetura e artistas maranhenses.

## Acervo

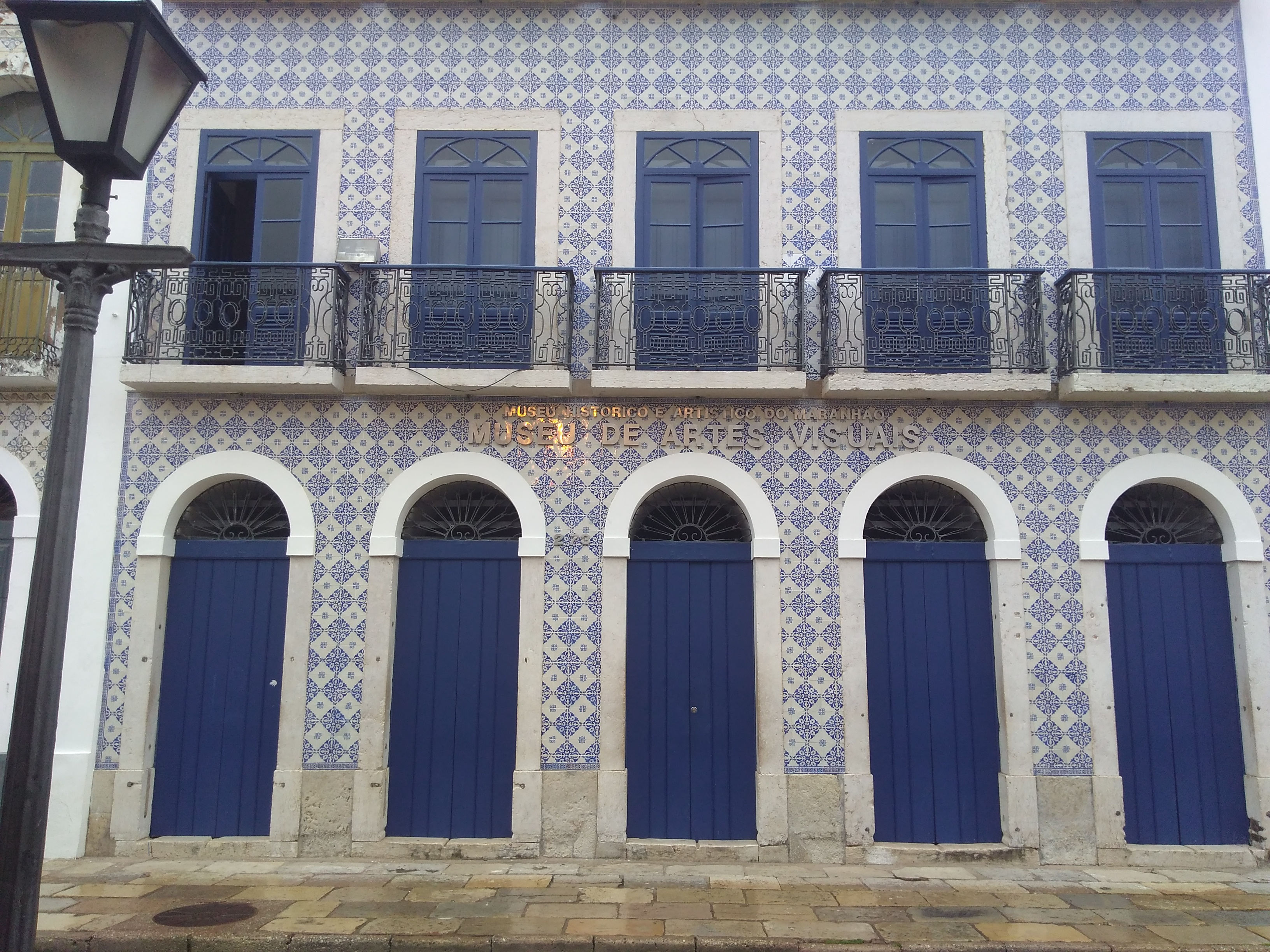
Fachada de azulejos do Museu de Artes Visuais.

No seu acervo, o MAV apresenta importantes coleções de obras artistas plásticos maranhenses de todos os tempos. São pinturas, gravuras, desenhos e esculturas. Há trabalhos de artistas renomados, como Miguel Veiga, Dila, Antônio Almeida, Newton Sá e outros, além de peças de artistas consagrados nacionalmente, tais como Tarsila do Amaral, Alfredo Volpi e Ademir Martins.
Um de seus destaques é a coleção doada por Assis Chateaubriand, de renomados artistas internacionais, a obra tauromaquia do grande mestre Pablo Picasso, restaurada pelo Museu Nacional de Belas Artes do Rio de Janeiro.
Também podem ser vistos azulejos portugueses, franceses e alemães, peças decorativas em vidros, cristais, metais e madeira. Na Biblioteca Assis Chateaubriand, há um acervo especializado na área de arte, história e literatura maranhense.